# Dream Dice
Dream Dice is een verzamelalbum van Tangerine Dream. Het is een box die werd uitgegeven ter gelegenheid van het eigen platenlabel TDI Music, dat de band had opgericht. De box kostte (omgerekend) circa 230 euro. De klachten over de box waren vooral gericht op het feit dat het merendeel van de muziek al verschenen was op los verschenen albums en dat in latere jaren de nog niet los verschenen albums alsnog los verkrijgbaar werden. Het enige hebbedingetje bleek de laatste compact disc van de box te zijn. Deze verscheen niet los. Die laatste cd was verpakt in een kartonnen platenhoes, terwijl de rest in de normale plastic hoesjes werden uitgegeven. De verpakking was eenvoudig teruggebracht naar een dunne kartonnen hoes om de 13 cd's heen.
Dream Dice bestond uit:
- cd1: Ambient monkeys
- cd2: Atlantic bridges
- cd3: Atlantic walls
- cd4: Dream encores
- cd5: The dream mixes
- cd6: Dream mixes volume 2
- cd7: The Hollywood years, volume 1
- cd8: The Hollywood years, volume 2
- cd9: Oasis
- cd10: Quinoa
- cd11: Tournado
- cd12: Transsiberia
- cd13: Ça va – ça marche – ça ira encore

De muziek van cd 13, opgenomen in 1998:
1. Ça va – ça marche – ça ira encore
2. Tutankharna
3. Craving for Cardomon

CD1: Ambient monkeys ·
CD2: Atlantic bridges ·
CD3: Atlantic walls ·
CD4: Dream encores ·
CD5: The dream mixes ·
CD6: Dream mixes volume 2 ·
CD7: The Hollywood years, volume 1 ·
CD8: The Hollywood years, volume 2 ·
CD9: Oasis ·
CD10: Quinoa ·
CD11: Tournado ·
CD12: Transsiberia ·
CD13: Ça va – ça marche – ça ira encore